# مطار البيض
مطار البيض (إياتا: EBH، إيكاو: DAOY) هو مطار جزائري داخلي، يقع في مدينة البيض، على بعد 10 كلم شمال شرق المدينة.

## خصائص

### خصائص المطار
مطار البيض هو مطار مدني يخدم مدينة البيض ومنطقتها (ولاية البيض وولاية النعامة).
المطار تديره مؤسسة تسيير مصالح مطارات الجزائر فرع وهران.

## البنية التحتية ذات الصلة

### المدرجات
المطار به مدرج هبوط من الخرسانة الأسفلتية بطول 3000 متر.

## الشركات والوجهات
| شركـات طيـران           | الوجهات                   |
| ----------------------- | ------------------------- |
| الخطوط الجوية الجزائرية | مطار الجزائر هواري بومدين |
| طاسيلي للطيران          | مطار الجزائر هواري بومدين |

## روابط خارجية
- مطار البيض نسخة محفوظة 19 سبتمبر 2020 على موقع واي باك مشين.